# Municipio de Logan (condado de Jerauld)
El municipio de Logan (en inglés: Logan Township) es un municipio ubicado en el condado de Jerauld en el estado estadounidense de Dakota del Sur. En el año 2010 tenía una población de 21 habitantes y una densidad poblacional de 0,23 personas por km².

## Geografía
El municipio de Logan se encuentra ubicado en las coordenadas 43°58′50″N 98°50′39″O / 43.98056, -98.84417. Según la Oficina del Censo de los Estados Unidos, el municipio tiene una superficie total de 92.01 km², de la cual 90,15 km² corresponden a tierra firme y (2,02 %) 1,85 km² es agua.

## Demografía
Según el censo de 2010, había 21 personas residiendo en el municipio de Logan. La densidad de población era de 0,23 hab./km². De los 21 habitantes, el municipio de Logan estaba compuesto por el 100 % blancos. Del total de la población el 0 % eran hispanos o latinos de cualquier raza.